# Portugal Post
Portugal Post ist eine in Deutschland erscheinende Zeitung, die sich an portugiesischsprachige Mitbürger wendet. Sie ist damit die einzige Zeitung ihrer Art im deutschsprachigen Raum.
Es besteht keine Beziehung zur gleichnamigen halbjährlichen Mitglieder-Zeitung der Portugiesisch-Hanseatischen Gesellschaft.
Portugal Post ist Partner der Deutsch-Portugiesischen Gesellschaft.

## Unternehmen

### Bis 2017

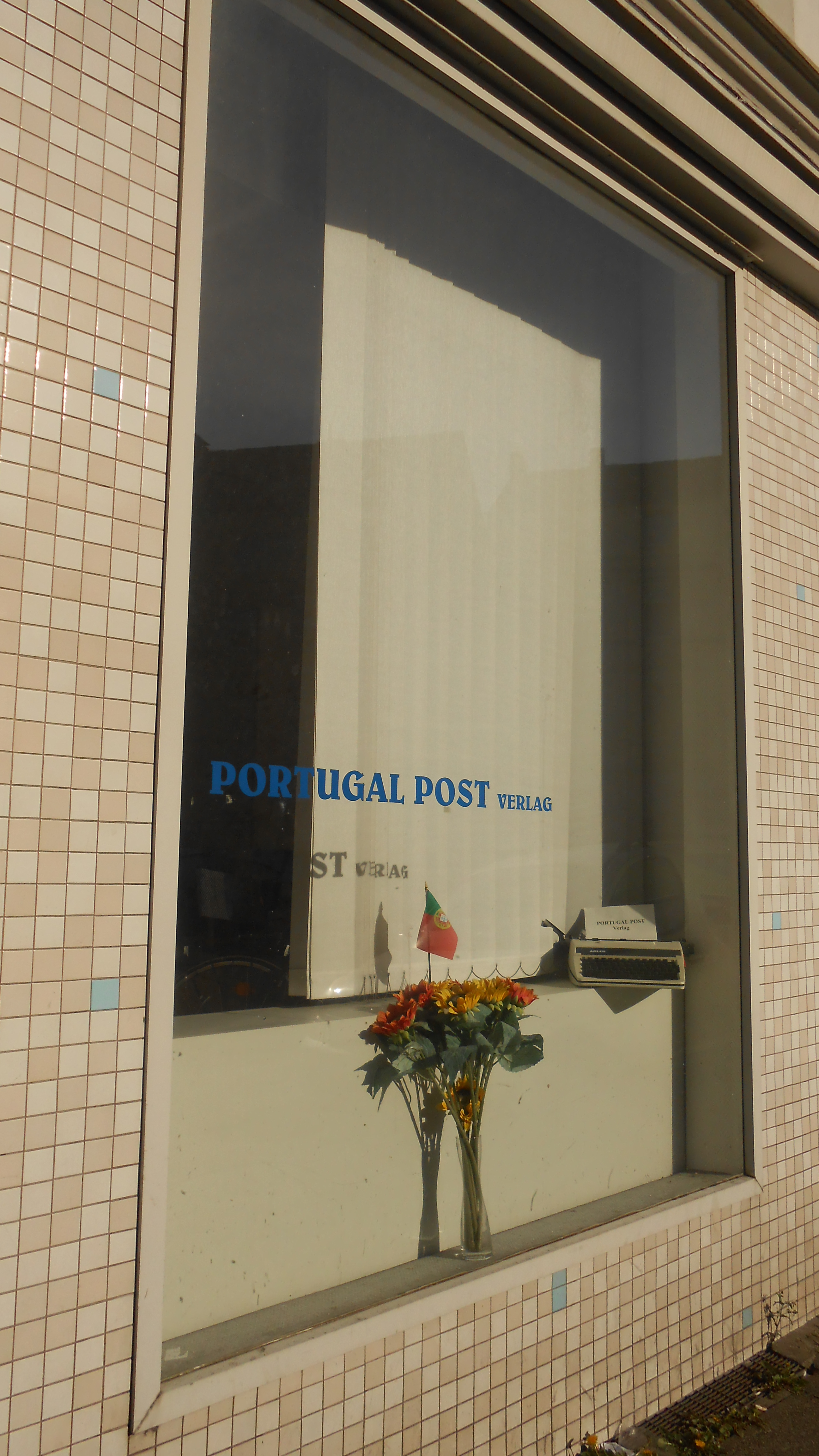
Sitz des Verlages in der Burgholzstraße in Dortmund bis 2017

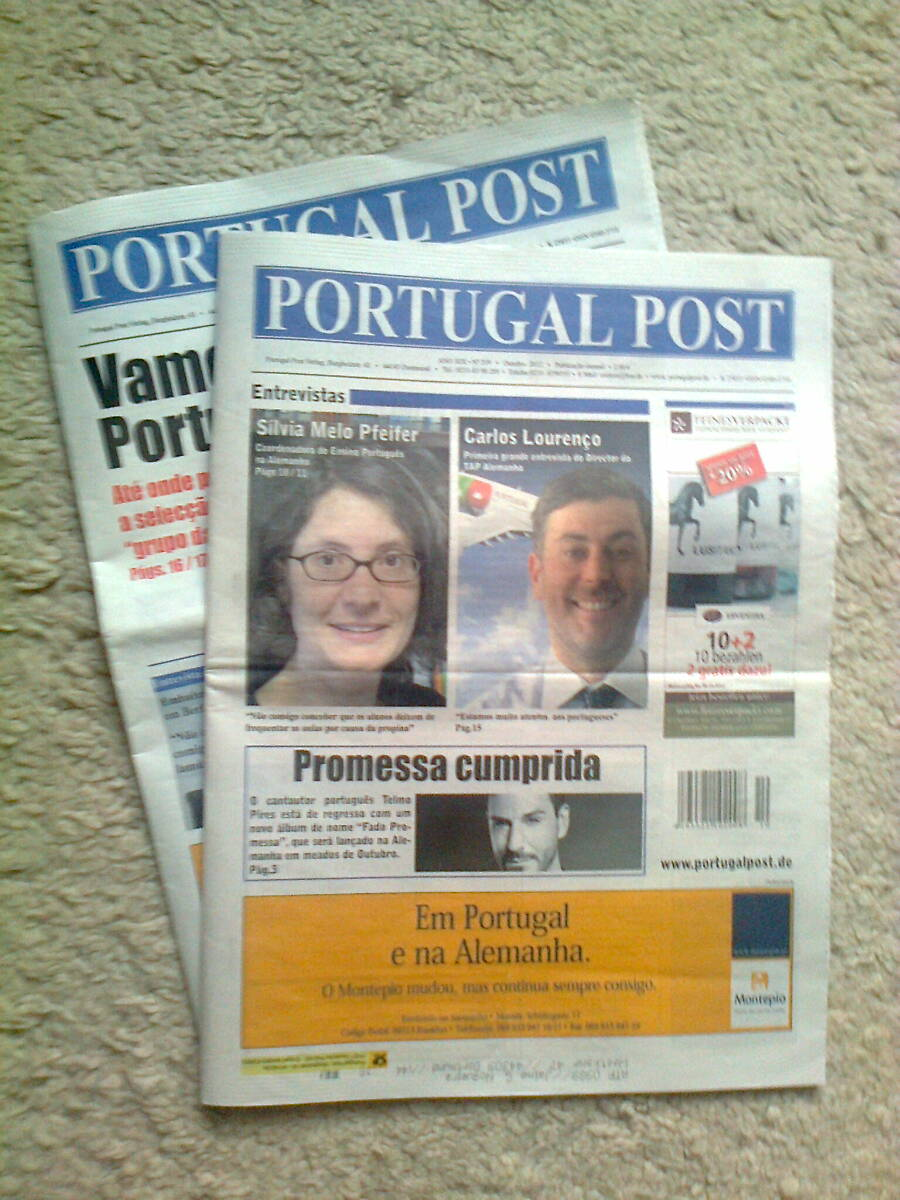
Ausgaben der Portugal Post (2012)

Der Portugal Post Verlag wurde in Dortmund gegründet, die Zeitung Portugal Post erschien erstmals 1993, noch unter dem Namen Correio de Portugal (dt.: Post aus Portugal), und ist seit seiner regelmäßigen, monatlichen Erscheinungsweise ab Mai 1994 die Haupttätigkeit des Verlages.
In unregelmäßigen Abständen wird ein Branchenverzeichnis von portugiesischen Unternehmen in Deutschland vom Verlag herausgegeben. Es wird in Partnerschaft mit dem Verband Portugiesischer Unternehmen in Deutschland (VPU), und teilweise der portugiesischen Außenhandelskammer veröffentlicht. Die zuerst Anuário Empresarial Luso-Alemão (dt. etwa: Deutsch-Portugiesisches Unternehmens-Jahrbuch), dann Directório Empresarial (dt.: Unternehmensverzeichnis) genannte Broschüre erhielt Lob u. a. vom portugiesischen Minister José Vieira da Silva.
Der Verlag bot seinen Lesern einen Versandhandel für portugiesische Bücher und Filme an, ausschließlich über Anzeigen in der Portugal Post.
Ab 2009 führte die Portugal Post auf ihrer Webseite ein kostenlos abrufbares Archiv ihrer Zeitungsausgaben und Sonderausgaben.

### Seit 2018
Mit der Ausgabe Nr. 282 (Dezember 2017) endete die Zeit des Chefredakteurs und Gründers Mário dos Santos, der sich nun ganz auf seinen 2015 als Nebenprojekt des Buchverkaufs der Portugal Post gegründeten Buchverlag Oxalá Editora konzentrierte.
Die Zeitung wechselte mit der Ausgabe Nr. 283 (Januar 2018) zur 7 Mares GmbH nach Berlin, Chefredakteur ist seither Tiago Pinto Pais. Damit einher ging nicht nur ein Generationswechsel, weg von den eher Gastarbeiter-geprägten ersten Generationen hin zur jüngeren und eher akademisch geprägten portugiesischen Gemeinschaft in Berlin. Auch ein leichter inhaltlich-programmatischer Wandel fand statt, von bisher eher linksliberaler Tendenz hin zu fortan eher wirtschaftsliberaler bis konservativer Tendenz, gleichwohl weiterhin mit breiter Berichterstattung und unterschiedlich ausgerichteten Kommentatoren und Meinungsartikeln. So sind die Meinungskolumnen des eher linksliberal ausgerichteten kritischen Journalisten Miguel Szymanski und des eher liberal-konservativen Kommentators Gonçalo Galvão Gomes weiterhin gleichermaßen feste Bestandteile jeder Ausgabe, und auch Vertreter verschieden ausgerichteter Parteien kommen relativ ausgeglichen zu Wort (Stand März 2023). Das Kulturinstitut Instituto Camões hat hier weiter seine eigenverantwortete Mitteilungsseiten zu Sprachunterricht und weiteren eigenen Aktivitäten in Deutschland. Einen Verkaufsshop bietet die Zeitung jedoch nicht mehr an, auch der freie Archivabruf ist weggefallen.

## Inhalt
Berichtet wird, in überwiegend eigenen Artikeln, über Neuerungen, Persönlichkeiten oder Veranstaltungen in der portugiesischen Gemeinde in Deutschland oder über sie betreffende Geschehnisse in Deutschland und Portugal. Juristische und sozialrechtliche Ratgeberartikel, Berichte über kulturelle, religiöse oder sportliche Ereignisse, und Artikel betreffend die wirtschaftlichen, kulturellen und sportlichen Beziehungen zwischen Portugal und Deutschland sind weitere Schwerpunkte. Einige der bestimmenden redaktionellen Themen des Blattes sind die Probleme im Portugiesisch-Unterricht in Deutschland, von Schließung bedrohte Konsulate, oder Nachwuchssorgen der Kulturvereine. Dazu kommen Artikel auf Basis von Lusa- und dpa-Meldungen.
Alle Artikel sind in Portugiesisch abgefasst, nur gelegentlich werden auch einzelne deutschsprachige Artikel abgedruckt.

## Kennzahlen
Die Zeitung finanziert sich überwiegend über den Verkaufspreis (2012: 2,- Euro; 2023: 2,70 Euro), Jahres-Abonnements (2012: 22,45 Euro; 2023: 30,- Euro) sind dabei von Bedeutung. Zusätzlich sind etwa ein Fünftel (2023; 2012: ein Drittel) der 24 Seiten (2023; 2012: 28 Seiten) Werbung, darunter halbseitige Eigenwerbungen für Abonnements und die Onlineausgabe der Portugal Post (Stand: März 2023).
Portugal Post erscheint monatlich, im Tabloid-Zeitungsformat (283 × 383). 2003 betrug die Auflage monatlich 5.000 Stück, im Jahr 2013 erreichte sie 10.000 Stück. Etwa 3.000 Exemplare gingen dabei an deutsche Leser, die sich für Sprache und Kultur Portugals interessieren. 2023 lag die Auflage bei 2.500 Stück und dazu bis zu 2.000 Online-Lesern.